# EOTech

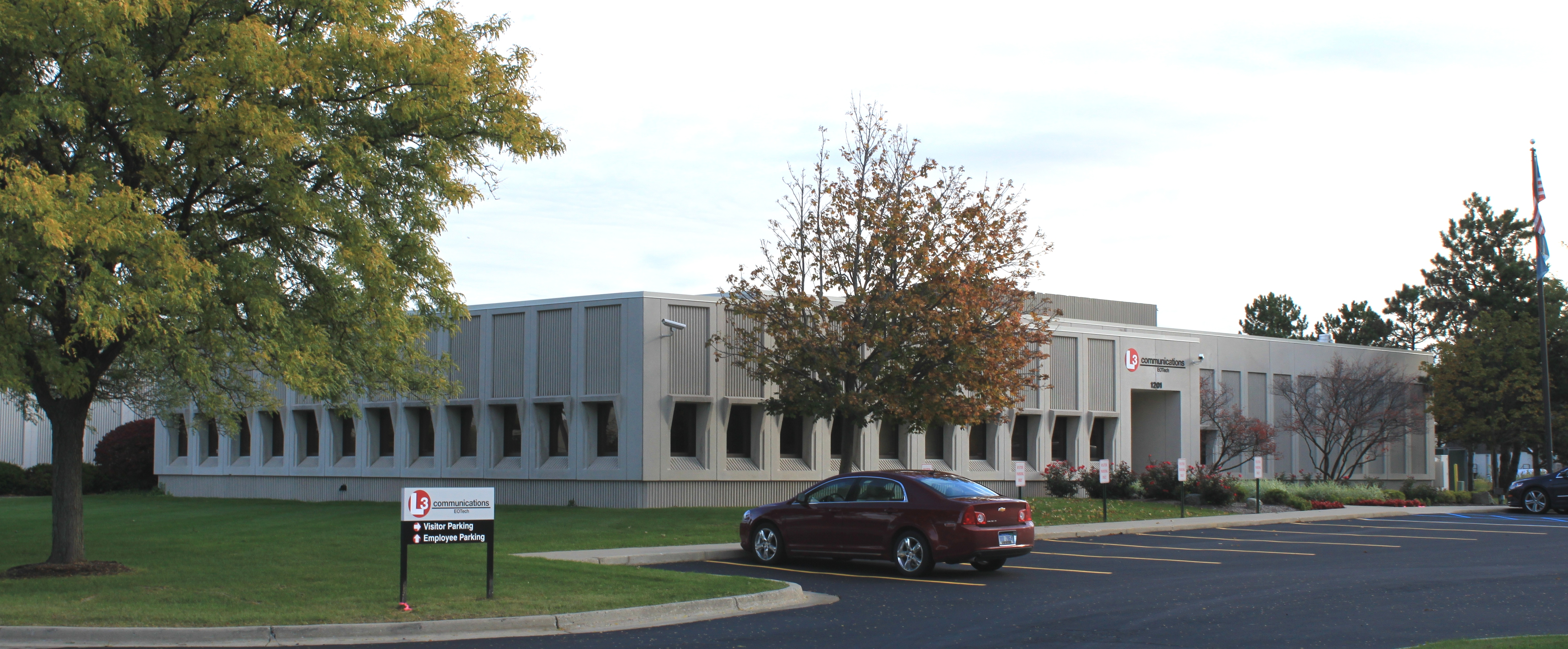
Hauptsitz in Ann Arbor

EOTech ist ein US-amerikanischer Hersteller von optischen und optoelektronischen Zielvorrichtungenen für den militärischen, polizeilichen und privaten Gebrauch. Das Unternehmen wurde 1995 gegründet und hat den Sitz in Ann Arbor. Produkte sind holografische Visiere, optische Vergrößerungsmodule und Zielfernrohre.

## Geschichte
Die Ursprünge von EOTech reichen in das Jahr 1946 hinein, als die mit der University of Michigan verbundenen Willow Run Laboratories der United States Air Force Vorschläge für ein Raketenabwehrsystem unterbreitet haben. Das Laboratorium entwickelte sich zu einer non-profit Forschungseinrichtung weiter und wurde 1972 durch Regierung Michigans zur Environmental Research Institute of Michigan (ERIM) umgestaltet. Im Jahre 1986 entwickelte ERIM einen Prototyp eines holografischen Visiers für die Nutzung in Kampfhubschraubern und Flugabwehrkanonen der U.S. Army.
Ab 1993 suchte die Michigan Jobs Commission nach staatlichen Bereichen, die für Kommerzialisierung in Frage kommen. Dieses führte zur Gründung von EOTech im Jahre 1995. Ein Jahr später brachte EOTech die erste Generation der Visiere als Bushnell HoloSight auf den Markt. Mit der Bushnell Corporation, einem Hersteller diverser optoelektronischer Geräte, ging EOTech eine Partnerschaft für die Vermarktung der nicht-militärischen Visiere ein. Ab 2001 begannen militärische und polizeiliche Kreise EOTechs Visiere zu nutzen. Ab 2005 erfolgten größere Bestellungen durch United States Special Operations Command und United States Marine Corps. Bis 2016 gaben staatliche amerikanische Stellen $24 Millionen für EOTechs Visiere aus.
EOTech war ein wichtiger Treiber des technischen Fortschritts in einer von Rezession geprägten Gegend (Rust Belt). Als ein Unternehmen, welches stark von dem Verteidigungsministerium der Vereinigten Staaten abhängt, beschäftigt EOTech viele ehemalige Soldaten; etwa ein sechstel der Mitarbeiter. Im Jahre 2005 wurde EOTech von L-3 Communications aufgekauft.
Bei 2007 durchgeführten Versuchen der norwegischen Streitkräften wurden es bei kalter Witterung ab −20° verzerrte Darstellung des Absehens festgestellt. Norwegen führte deswegen die Visiere nicht ein. EOTech hat die amerikanischen Streitkräfte erst im Frühjahr 2008 über das Problem informiert und eine Lösung angeboten. Im März 2013 gab EOTech zu, dass durch mangelhafte Dichtungen Feuchtigkeit in Visiere gelangen konnte, was zum Verblassen des Absehens führte. EOTech wusste von diesem schon länger, warnte aber seine Nutzer nicht. Auch dieses Problem konnte EOTech beheben. Doch 2015 stellte das FBI bei Versuchen eine deutliche thermische Drift des Zielpunktes fest. Wurde das Visier großen Temperaturschwankungen ausgesetzt, konnte es bei 90 Meter entfernten Zielen um bis zu 30 cm danebenliegen. Wegen Nichterfüllung zugesicherter Eigenschaften des Visiers verklagte die Regierung der Vereinigten Staaten im November 2015 die die Muttergesellschaft L-3 Communications. Das Unternehmen zahlte eine Abfindung von $25,6 Millionen Dollar. Verschiedene Einheiten, wie das FBI, ersetzten die Visiere durch Produkte andrer Hersteller, andere, wie das Marine Corps, behielten sie hingegen. EOTech bot auch den privaten Kunden eine Rückerstattung an. Nach diesen Rückschlägen investierte EOTech in das Qualitätsmanagement. Der Aufwand zahlte sich aus; im Januar 2019 sicherte sich das Unternehmen einen Auftrag über $26 Millionen Dollar für das United States Special Operations Command.
Ebenfalls nutzt die Bundeswehr, darunter auch das KSK (Kommando Spezialkräfte), seit Jahren eine Vielzahl von EOTechs. 2018 Beschaffte die Bundeswehr weitere knapp 2.000 EOTech Visiere mit Vergrößerungen für die Verwendung auf dem Sturmgewehr des KSK G95 auf Basis des HK 416 A7.
Nach optischen Vergrößerungsmodulen, welche vor die holografischen Visiere montiert werden, führt EOTech seit 2016 konventionelle Zielfernrohre im Sortiment. Die holografischen Visiere und die Vergrößerungsmodule werden in Ann Arbor produziert, die Zielfernrohre hingegen in Japan.
2019 fusionierte die Muttergesellschaft mit Harris Corporation zu L3Harris Technologies; 2020 wurde EOTech an American Holoptics, einer Tochter der Investmentgesellschaft Koucar Management verkauft.
Ende 2021 erwarb EOTech für 100 Millionen Dollar die Photonik-Sparte des Dünnschicht-Spezialisten Intevac aus Santa Clara.

## Modellübersicht
Eotech Holosights: Neben den älteren 511, 512, 522 etc. besteht die aktuelle Generation aus den nicht NV-kompatiblen Geräten XPS2 / EXPS2 und den NV-kompatiblen Geräten XPS3 / EXPS3.
Die EXPS Serie ist mit einer einstellbaren Schnellspannmontage ausgestattet, wobei die XPS Serie eine Fixmontage hat, welche mit einer Innensechskant- oder Rändelschraube angezogen wird.
Bei einigen Geräten gibt es die Option aus verschiedenen Absehen mit unterschiedlichen Vorhaltemarken zu wählen. Diese haben eine Ergänzung in der Bezeichnung -2 oder -4, d. h. für 2 oder 4 Haltemarken.
Mit Nachtsichtfunktion: EOTech 552, 558, XPS3, EXPS3, Ohne Nachtsichtfunktion: EOTech 512, 518, XPS2, EXPS2
2018 wurden die Geräte nochmals überarbeitet mit wesentlich besseren Absehen sowie Elektronik- und Lasereinheiten.
EOTech Magnifier / Booster: Die Eotech Magnifier gibt es mit 3-facher oder 5-facher Vergrößerung und in den Generationen 3 und 4. Bei den Modellzeichnungen G30, G33, G43 und G45 steht die erste Zahl für die Generation und zweite Zahl für die Vergrößerung.
Die Vorteile eines holographischen Visiers, das aus einem Punkt und Kreis besteht:
Durch die Holographie wird ein kombiniertes Absehen verwendet. Diese bestehen aus einem Kreis für eine schnelle Zielerfassung dem sogenannten „Speed-Ring“ und einem, zwei oder vier Punkten, welche ein exaktes Anvisieren ermöglichen. Bei herkömmlichen Rotpunktvisieren ist lediglich ein einzelner Punkt vorhanden. Durch das kombinierte und einmalige Absehen lässt sich das EOTECH auch hervorragend mit einem Booster mit 3-fach oder 5-fach Vergrößerung kombinieren und ist dadurch auch auf größere Distanzen nutzbar.
Sein großer Ring mit präzisem Zielpunkt fördert eine viel schnellere Zielerfassung als ein einzelner Punkt, besonders unter Stress. EOTECH bietet für jede Waffenplattform die passende Art von Absehen an. Einige Designs sind so gefertigt, dass diese mehrere Zielpunkte und Entfernungsunterstützungsfunktionen enthalten.

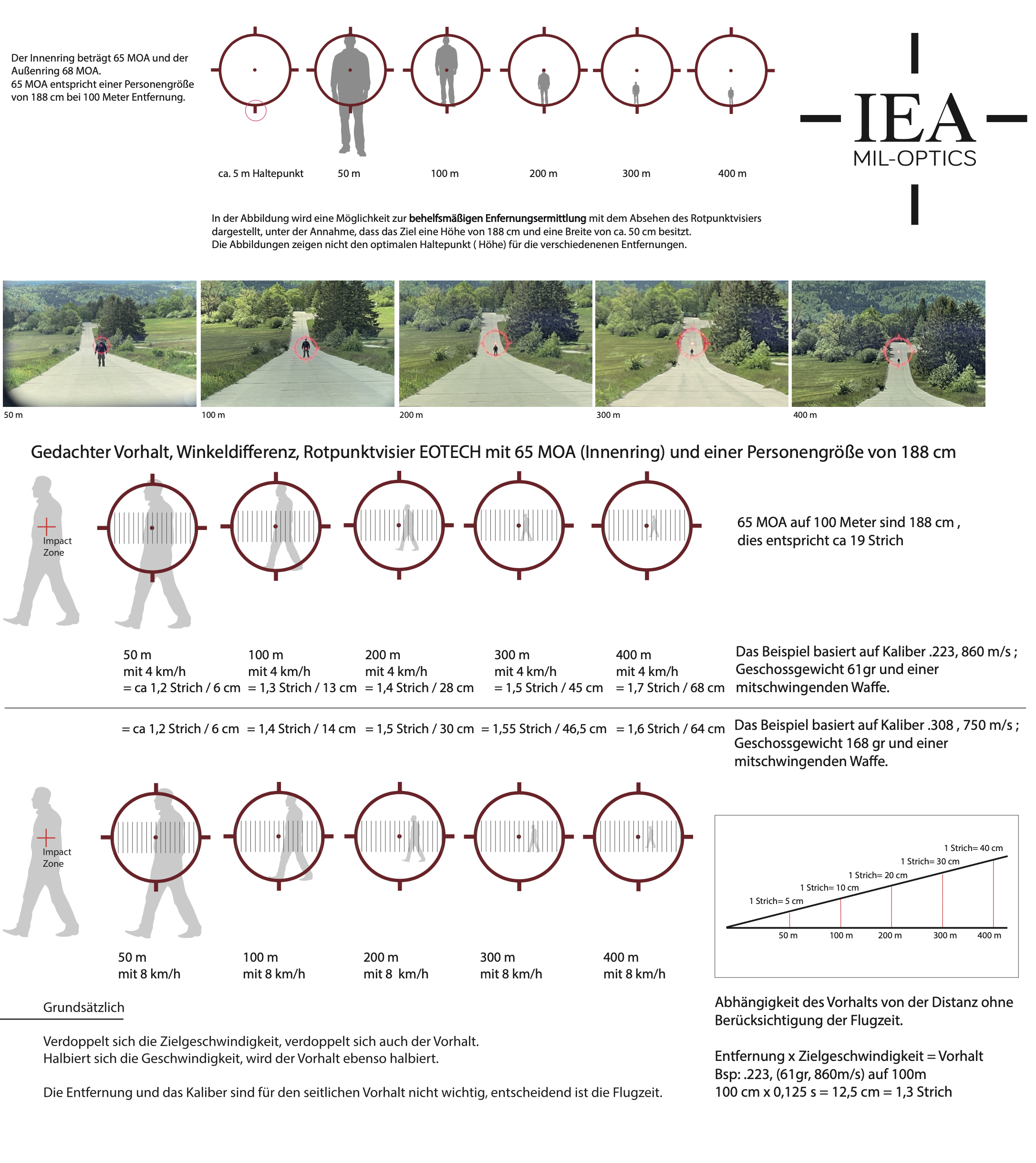
Entfernungsermittlung mit dem EOTech A65 Absehen und Berechnung des Vorhalt bei beweglichen Zielen

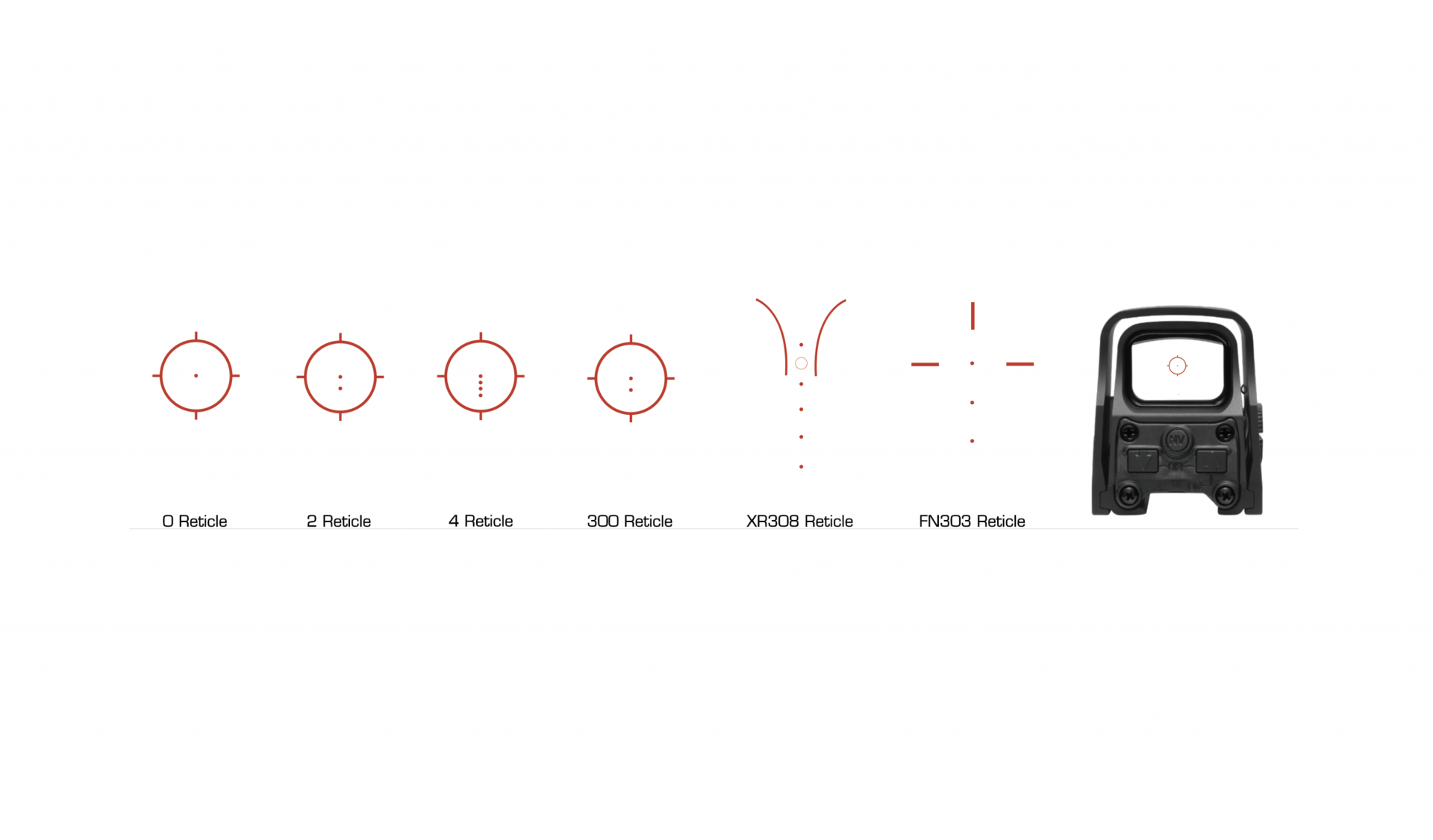
Dank der Holographie sind Absehen mit mehr als nur einem Punkt möglich.

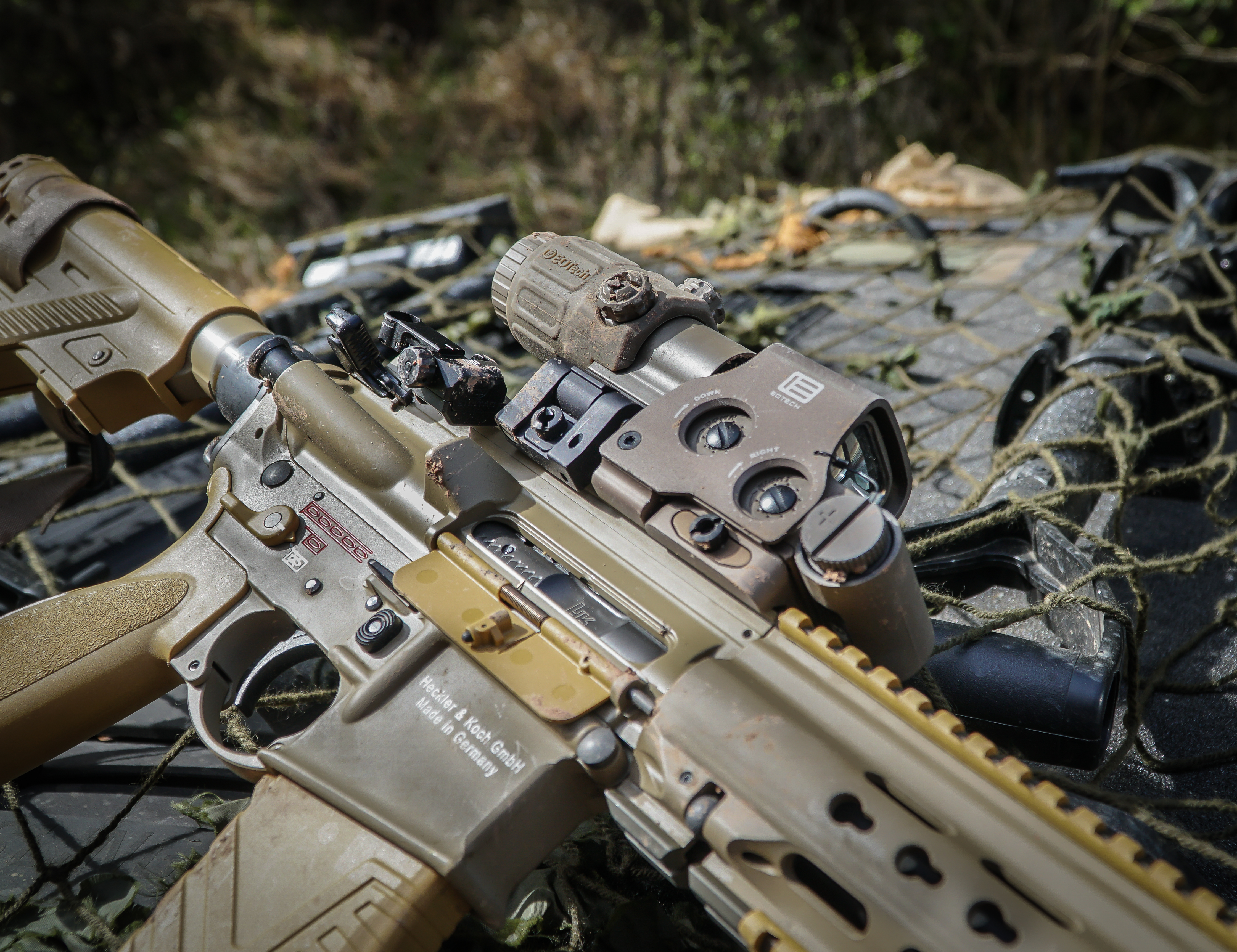
Gewehr G95 Kommando Spezialkräfte KSK mit EOTech HWS EXPS3-0 und Magnifier G33 / IEA MIL-OPTICS GmbH, Nagold
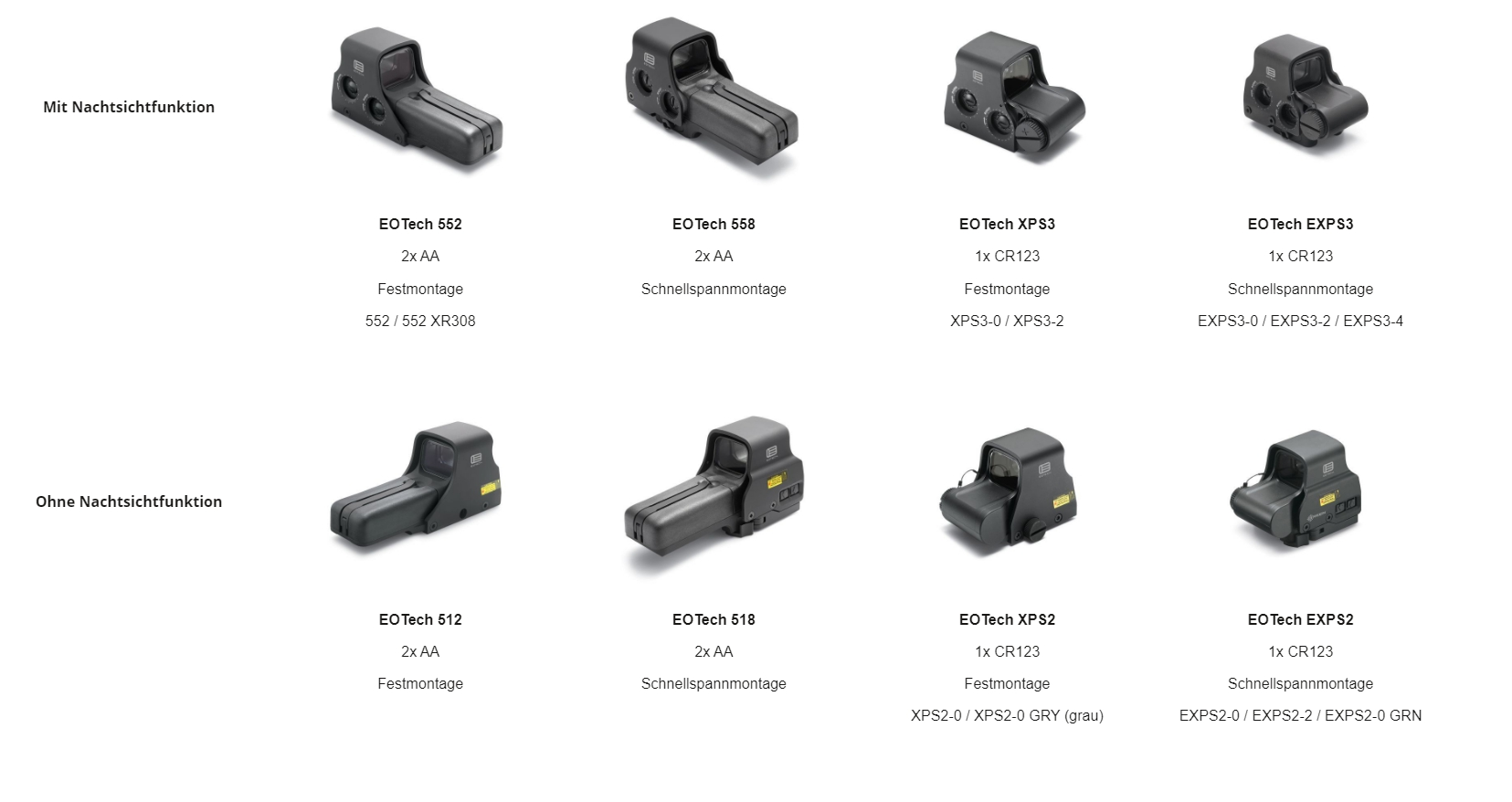
IEA Mil Optics Übersicht HWS Modelle
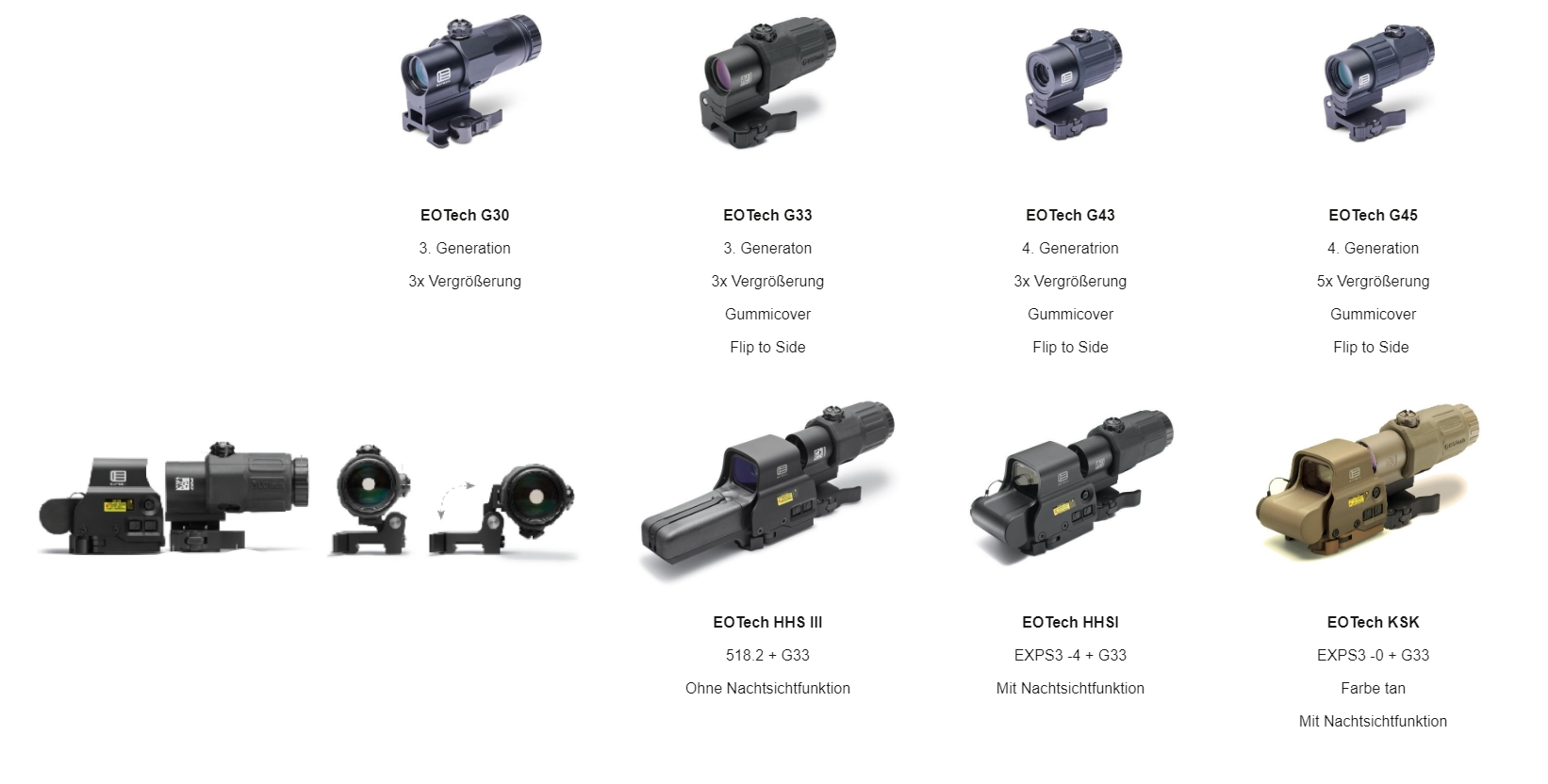
IEA Mil Optics Übersicht EOTech Magnifier
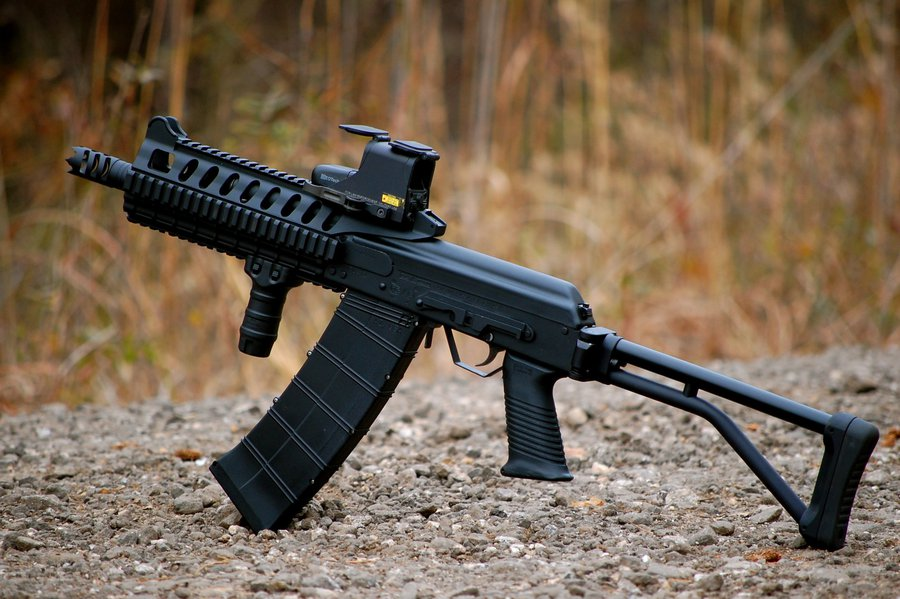
EOTech Holovisier auf einer Saiga-12
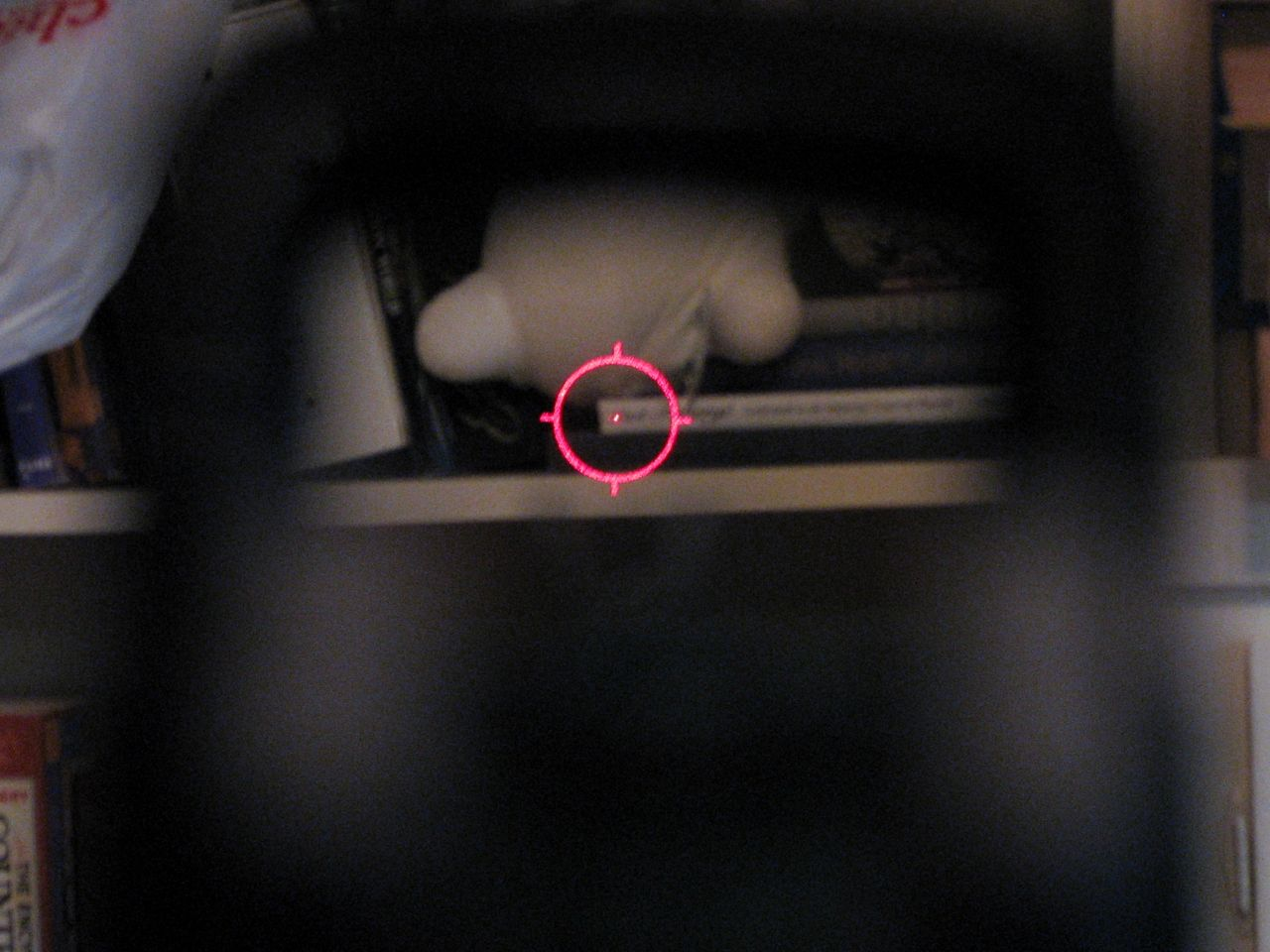
Blick durch ein EOTech-512-Holovisier
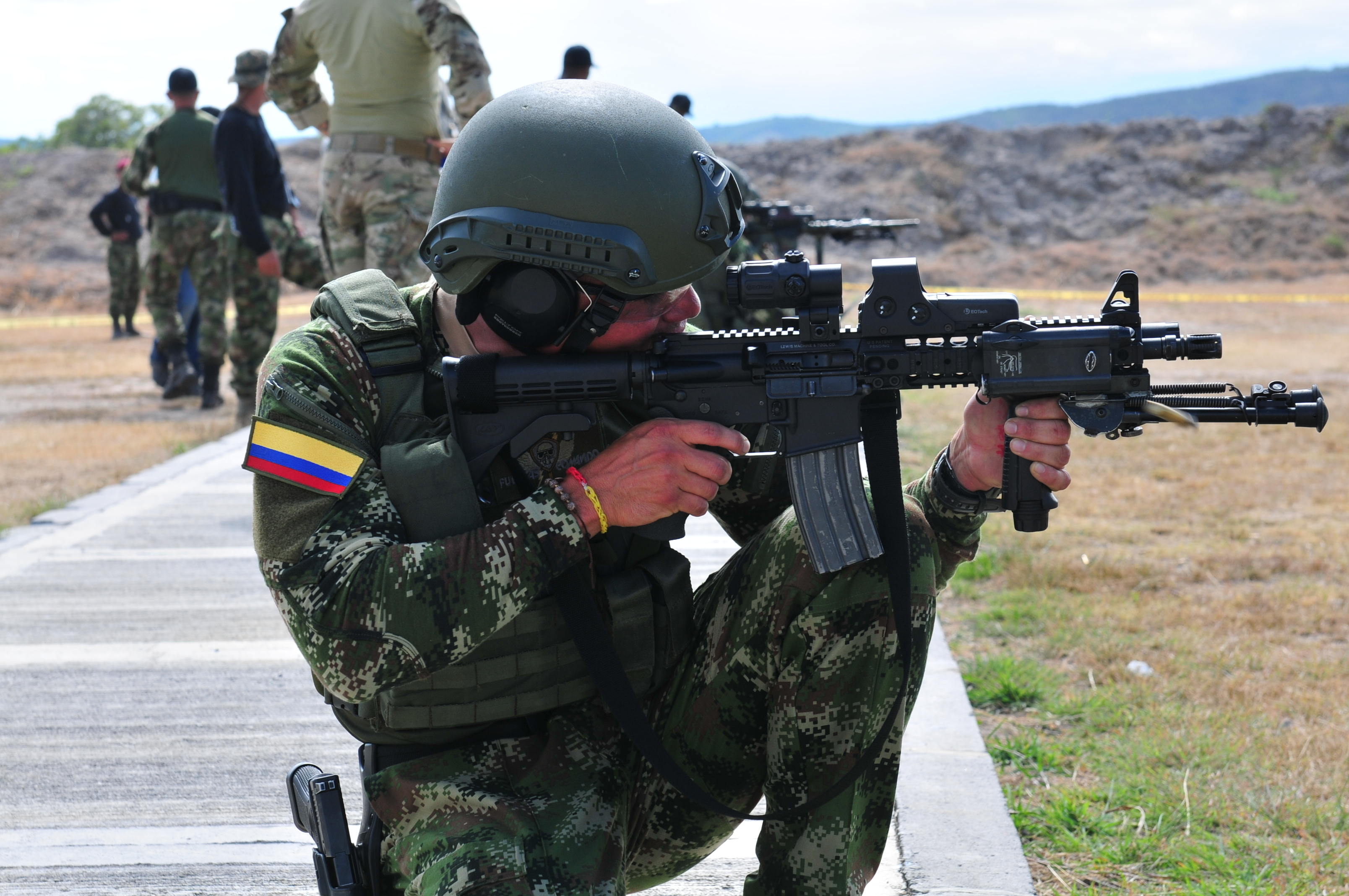
EOTech Vergrößerungsmodul und Holovisier auf einem Colt M4
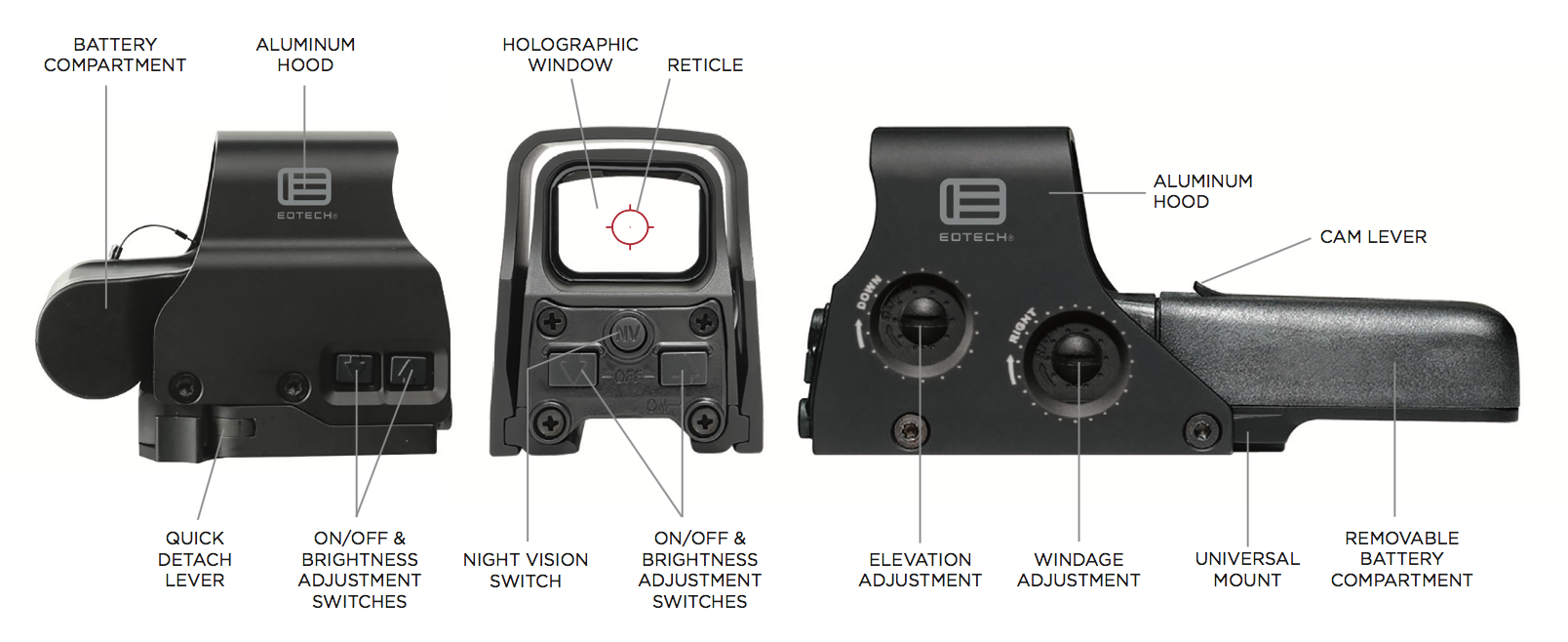
Funktion Eotech